# متحف ميكولايف الإقليمي للتاريخ المحلي
متحف ميكولايف الإقليمي للتراث المحلي (بالأوكرانية: Миколаївський обласний краєзнавчий музей) هو متحف تاريخي يقع في ثكنات ستاروفلوتسكي في ميكولايف، ويعد أحد أقدم المتاحف في أوكرانيا. تأسس في ديسمبر 1913.

## تاريخه
يرجع تاريخ المتحف إلى عام 1803 في ميكولايف. كان أحد مؤسسيه هو الأدميرال دي ترافيرس. كان المتحف يجمع الأعمال القيمة للحرفيين من المنطقة بأكملها لأكثر من 40 عاماً. أثبت الشهود العيان الذين زاروا المتحف في أوائل القرن التاسع عشر أن المتحف، ضم آثار المواقع الأثرية القديمة، واحتوي على معادن وقذائف وحيوانات محنطة ومعروضات إثنوغرافية، كما كانت هناك خرائط ومخططات مدن ومبانى ونماذج سفن. كانت المجموعة تقليدية في ذلك الوقت مع عرض القطع الأثرية الطبيعية بجانب الآثار القديمة. خلال 30 عاماً من القرن التاسع عشر، انتقلت كثير من مقتنيات المتحف إلى أوديسا وخيرسون وكيرتش، وبقي جزء صغير فقط من المعروضات في منطقة ميكولايف.

## كتب
- Kryuchkov, YS "The history of Nikolaev from the base to the present day" - Nikolaev: MP "Opportunities Cimmeria", 1996. - 299 p.
- Vadaturskyy Alex "My favorite city Nikolaev" - Nikolaev: MP "NIBULON", 2002. - 189 p.
- Scherban Y. "Old Nikolaev: toponymic dictionary - a guide" - Nikolaev. Univ Irina Gudym, 2008. - 128 p., Ill.

## وصلات خارجية
- "Музеи Николаева". Tic.mk.ua. مؤرشف من الأصل في 2022-06-02. اطلع عليه بتاريخ 2016-10-20.
- "Nikolaev travel guide". World66.com. مؤرشف من الأصل في 2023-03-10. اطلع عليه بتاريخ 2016-10-20.
- "General Tourism and the Nikolaev City Zoo". Nikolaev Ukraine. 13 أغسطس 2008. مؤرشف من الأصل في 2023-03-10. اطلع عليه بتاريخ 2016-10-20.
- General Information About Museum
- The Last News About Museum
- Changes In Museum
- Museum Gallery